# Södra Kungsleden
Le Södra Kungsleden est un sentier de randonnée et une piste de ski de fond traversant la partie sud des Alpes scandinaves en Suède. Le sentier va officiellement de Sälen au sud à Storlien au nord sur une distance de 340 km, cependant, seule la partie située dans le comté de Dalécarlie, soit 180 km est balisée sous ce nom. Ce nom signifie Kungsleden sud, en référence au très célèbre sentier Kungsleden qui traverse la partie nord des Alpes scandinaves suédoises entre Abisko et Hemavan. En réalité, ce sentier est né d'une volonté d'étendre le Kungsleden à travers toutes les montagnes suédoises dans les années 1970.
La randonnée commence à Sälen et entre dans les montagnes de Transtrand puis continue dans la réserve naturelle de Skarsåsfjällen avant de rejoindre le parc national de Fulufjället. Au niveau de ce parc se situe en particulier la plus haute chute d'eau de Suède : Njupeskär. Le sentier pénètre ensuite la réserve naturelle de Drevfjällen, puis traverse une longue section de plaine avant d'arriver à Grövelsjön et de rejoindre ainsi la vaste réserve naturelle de Långfjället, avec en son sein le parc national de Töfsingdalen que longe le sentier. Le sentier arrive dans le comté de Jämtland au niveau de la zone de Rogen.
Plusieurs refuges sont situés sur le chemin permettant de passer la nuit, ainsi qu'un grand nombre d'abris. Certains refuges doivent être réservés.  Le sentier est marqué en orange, avec des cairns au-dessus de la limite des arbres et parfois avec des croix rouges. Des ponts ou planches permettent de traverser les principaux cours d'eau et zones humides.
La section entre Grövelsjön et Sälen correspond à la partie nord du sentier européen E1.